# Beamerana
Beamerana är ett släkte av insekter. Beamerana ingår i familjen dvärgstritar.
Kladogram enligt Catalogue of Life:
| Beamerana | \| \| Beamerana multipunctata \| \| \| \| \| \| Beamerana rubriumera \| \| \| \| \| \| Beamerana tropicalis \| \| \| \| |
|           | \| \| Beamerana multipunctata \| \| \| \| \| \| Beamerana rubriumera \| \| \| \| \| \| Beamerana tropicalis \| \| \| \| |
|           | Beamerana multipunctata                                                                                                 |
|           | |
|           | Beamerana rubriumera |
|           | |
|           | Beamerana tropicalis |
|           | |